# Saint-Cirgues-de-Jordanne
Pour les articles homonymes, voir Saint-Cirgues.
Saint-Cirgues-de-Jordanne est une commune française située dans le département du Cantal, en région Auvergne-Rhône-Alpes.

## Géographie
|          | Saint-Projet-de-Salers    | Mandailles-Saint-Julien |
| Lascelle | Saint-Cirgues-de-Jordanne |                         |
| Lascelle | Lascelle                  | Thiézac                 |

### Climat
Pour des articles plus généraux, voir Climat d'Auvergne-Rhône-Alpes et Climat du Cantal.
En 2010, le climat de la commune est de type climat de montagne, selon une étude du CNRS s'appuyant sur une série de données couvrant la période 1971-2000. En 2020, Météo-France publie une typologie des climats de la France métropolitaine dans laquelle la commune est exposée à un climat de montagne ou de marges de montagne et est dans la région climatique  Ouest et nord-ouest du Massif Central, caractérisée par une pluviométrie annuelle de 900 à 1 500 mm, maximale en automne et en hiver. 
Pour la période 1971-2000, la température annuelle moyenne est de 8,8 °C, avec une amplitude thermique annuelle de 15,4 °C. Le cumul annuel moyen de précipitations est de 1 596 mm, avec 13,8 jours de précipitations en janvier et 9,1 jours en juillet. Pour la période 1991-2020, la température moyenne annuelle observée sur la station météorologique de Météo-France la plus proche, sur la commune de Marmanhac à 8 km à vol d'oiseau, est de 10,6 °C et le cumul annuel moyen de précipitations est de 1 461,7 mm,. Pour l'avenir, les paramètres climatiques de la commune estimés pour 2050 selon différents scénarios d'émission de gaz à effet de serre sont consultables sur un site dédié publié par Météo-France en novembre 2022.

## Urbanisme

### Typologie
Au 1er janvier 2024, Saint-Cirgues-de-Jordanne est catégorisée commune rurale à habitat très dispersé, selon la nouvelle grille communale de densité à 7 niveaux définie par l'Insee en 2022.
Elle est située hors unité urbaine. Par ailleurs la commune fait partie de l'aire d'attraction d'Aurillac, dont elle est une commune de la couronne,. Cette aire, qui regroupe 85 communes, est catégorisée dans les aires de 50 000 à moins de 200 000 habitants,.

### Occupation des sols
L'occupation des sols de la commune, telle qu'elle ressort de la base de données européenne d’occupation biophysique des sols Corine Land Cover (CLC), est marquée par l'importance des forêts et milieux semi-naturels (59,9 % en 2018), en diminution par rapport à 1990 (66,1 %). La répartition détaillée en 2018 est la suivante : 
prairies (35,2 %), forêts (31 %), milieux à végétation arbustive et/ou herbacée (28,9 %), zones agricoles hétérogènes (4,9 %). L'évolution de l’occupation des sols de la commune et de ses infrastructures peut être observée sur les différentes représentations cartographiques du territoire : la carte de Cassini (XVIIIe siècle), la carte d'état-major (1820-1866) et les cartes ou photos aériennes de l'IGN pour la période actuelle (1950 à aujourd'hui).

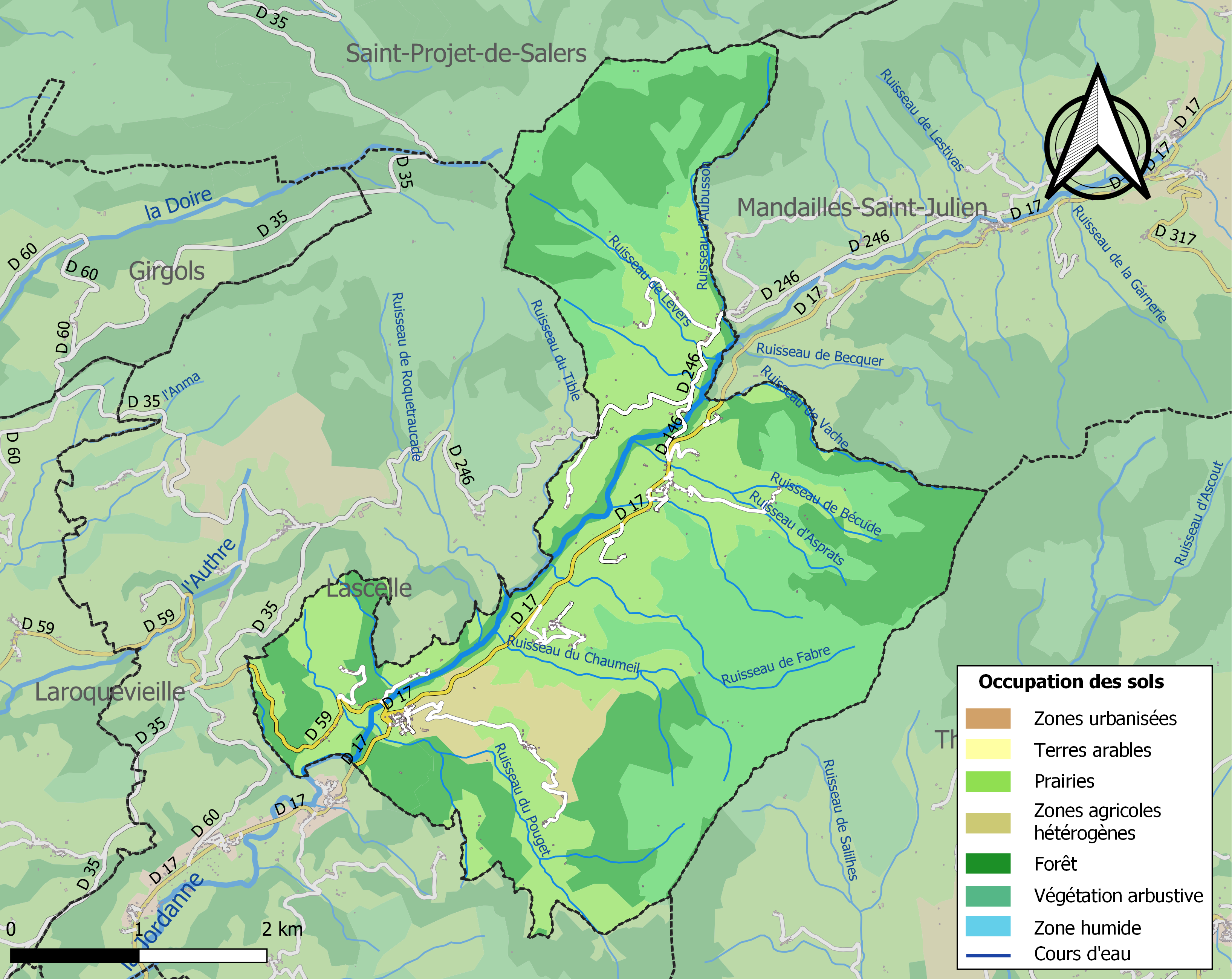
Carte des infrastructures et de l'occupation des sols de la commune en 2018 (CLC).

### Habitat et logement
En 2018, le nombre total de logements dans la commune était de 131, alors qu'il était de 131 en 2013 et de 127 en 2008.
Parmi ces logements, 50,4 % étaient des résidences principales, 36,6 % des résidences secondaires et 13 % des logements vacants. Ces logements étaient pour 90,8 % d'entre eux des maisons individuelles et pour 8,4 % des appartements.
Le tableau ci-dessous présente la typologie des logements à Saint-Cirgues-de-Jordanne en 2018 en comparaison avec celle du Cantal et de la France entière. Une caractéristique marquante du parc de logements est ainsi une proportion de résidences secondaires et logements occasionnels (36,6 %) supérieure à celle du département (20,4 %) et à celle de la France entière (9,7 %). Concernant le statut d'occupation de ces logements, 75,8 % des habitants de la commune sont propriétaires de leur logement (79,7 % en 2013), contre 70,4 % pour le Cantal et 57,5 pour la France entière.
| Typologie                                               | Saint-Cirgues-de-Jordanne | Cantal | France entière |
| ------------------------------------------------------- | ------------------------- | ------ | -------------- |
| Résidences principales (en %)                           | 50,4                      | 67,7   | 82,1           |
| Résidences secondaires et logements occasionnels (en %) | 36,6                      | 20,4   | 9,7            |
| Logements vacants (en %)                                | 13                        | 11,9   | 8,2            |

## Toponymie
Le nom de la commune provient de saint Cyr, honoré dans l'église paroissiale qui porte son nom, dont une des formes occitanes du nom est Cirgue. Le -s final ne s'explique pas par l'évolution phonétique normale de Cyricus, puisque dans les mots latins en -us, la consonne disparaît à date ancienne.
Le toponyme de la commune a évolué du latin à l'occitan vers une écriture et prononciation francophone : Parrochia Sancti Circi de Jordana (1370) ; Sanctus Ciricus de Jordana (1378) ; Sanctus Cyrcus Jordane (1522) ; Saint-Cirgues-en-Jordane (1561) ; Saint-Syrgue-en-Gordaine (1613) ; Sainct-Cirgues-ès-Jordanne (1624) ; Sainct-Sergue-en-Jourdane (1625) ; Sainct-Cirge-ès-Jordanne (1628) ; Sainct-Cyrgue-en-Jordaine (1628) ; Sainct-Sirgues-et-Jordonne (1631) ; Sainct-Cirgues-la-Jordane (1650) ; Sainct-Sergie (1652) ; Saint-Cirgue (1654) ; Saint-Sirgue-de-Jordonne (1665) ; Sainct-Sergail-en-Jourdane (1671) ; Sainct-Cyrice-en-Jordane (1674) ; Saint-Cirgué (1679) ; Saint-Cirgue-de-Jourdanne.

## Histoire
En 1844, Saint-Julien-de-Jordanne est érigée en commune par démembrement de Saint-Cirgues.

## Politique et administration
| Période                                  | Période  | Identité       | Étiquette | Qualité                            |
| ---------------------------------------- | -------- | -------------- | --------- | ---------------------------------- |
| Les données manquantes sont à compléter. |          |                |           |                                    |
| mars 2001                                | En cours | Philippe Maurs | DVD       | Médecin, ancien conseiller général |

## Démographie
L'évolution du nombre d'habitants est connue à travers les recensements de la population effectués dans la commune depuis 1793. Pour les communes de moins de 10 000 habitants, une enquête de recensement portant sur toute la population est réalisée tous les cinq ans, les populations de référence des années intermédiaires étant quant à elles estimées par interpolation ou extrapolation. Pour la commune, le premier recensement exhaustif entrant dans le cadre du nouveau dispositif a été réalisé en 2008.

En 2022, la commune comptait 139 habitants, en évolution de +4,51 % par rapport à 2016 (Cantal : −1,08 %, France hors Mayotte : +2,11 %).
| 1793  | 1800  | 1806  | 1821  | 1831  | 1836  | 1841  | 1846 | 1851 |
| ----- | ----- | ----- | ----- | ----- | ----- | ----- | ---- | ---- |
| 1 470 | 1 403 | 1 492 | 1 301 | 1 236 | 1 230 | 1 279 | 757  | 733  |

| 1856 | 1861 | 1866 | 1872 | 1876 | 1881 | 1886 | 1891 | 1896 |
| ---- | ---- | ---- | ---- | ---- | ---- | ---- | ---- | ---- |
| 702  | 728  | 719  | 673  | 593  | 603  | 582  | 588  | 566  |

| 1901 | 1906 | 1911 | 1921 | 1926 | 1931 | 1936 | 1946 | 1954 |
| ---- | ---- | ---- | ---- | ---- | ---- | ---- | ---- | ---- |
| 545  | 514  | 504  | 406  | 405  | 421  | 370  | 350  | 306  |

| 1962 | 1968 | 1975 | 1982 | 1990 | 1999 | 2006 | 2008 | 2013 |
| ---- | ---- | ---- | ---- | ---- | ---- | ---- | ---- | ---- |
| 285  | 293  | 249  | 223  | 199  | 176  | 151  | 144  | 132  |

| 2018 | 2022 | - | - | - | - | - | - | - |
| ---- | ---- | - | - | - | - | - | - | - |
| 141  | 139  | - | - | - | - | - | - | - |

## Culture locale et patrimoine

### Lieux et monuments

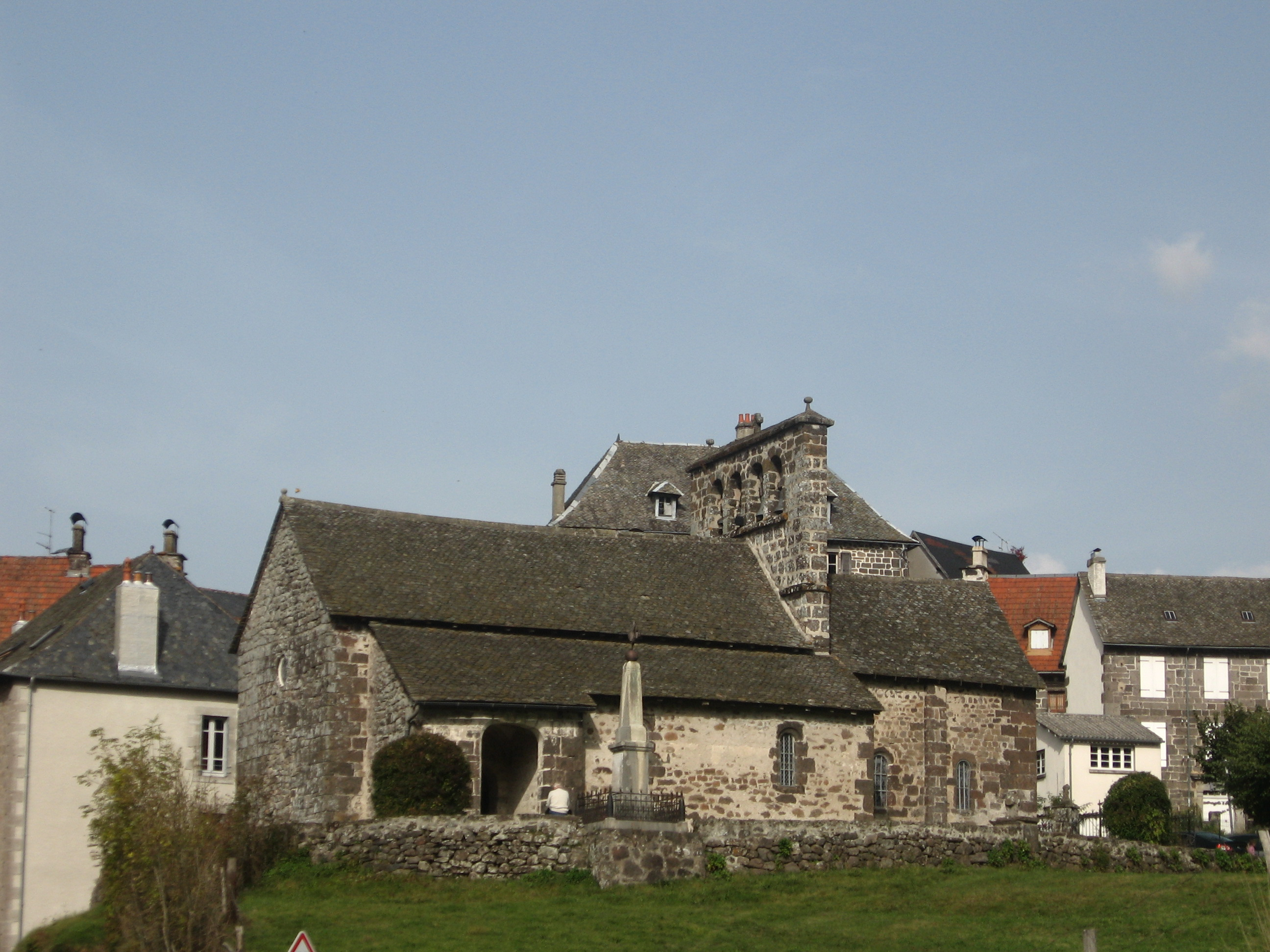
Église Saint-Cyr-et-Sainte-Juliette.

- Église Saint-Cyr-et-Sainte-Julitte, romane à clocher à peigne, percé de quatre petites fenêtres ornées de cloches. Le chœur et l'abside datent de l'époque romane au XIIe siècle[17], tandis que la nef et les chapelles qui la flanquent remontent au XVe siècle. Elle a été remaniée au XIXe siècle[18]. Elle est inscrite à l'Inventaire supplémentaire des monuments historiques[19], par arrêté du 30 janvier 1986.

### Personnalités liées à la commune
- Jean-Marie Bonal, ancien international de rugby à XV et de rugby à XIII, est né dans la commune. À XV, il a évolué au Stade toulousain et à XIII à Carcassonne XIII.